# HMS Loch Morlich
HMS Loch Morlich – brytyjska, kanadyjska, a następnie nowozelandzka fregata z okresu II wojny światowej, jedna z trzydziestu zbudowanych jednostek typu Loch. Okręt został zwodowany 25 lutego 1944 roku w stoczni Swan Hunter w Wallsend, a w skład Royal Canadian Navy wszedł 17 lipca 1944 roku jako HMCS „Loch Morlich” (K517). Jednostka została zwrócona Royal Navy w czerwcu 1945 roku, a w 1948 roku została pozyskana przez Royal New Zealand Navy i przyjęta do służby pod nazwą HMNZS „Tutira” (F517). Okręt wziął udział w wojnie koreańskiej, po czym wycofano go z czynnej służby w 1951 roku i odstawiono do rezerwy. Został sprzedany w 1961 roku i złomowany w roku 1966.

## Projekt i budowa
Projekt okrętu był ulepszoną i tańszą wersją fregat typu River, budowanych masowo z okresie II wojny światowej . Nowością, znacznie skracającą czas budowy okrętów, było przejście na sekcyjną metodę montażu kadłubów fregat, spawanych z gotowych elementów produkowanych w zakładach śródlądowych . Z zamówionych 110 okrętów typu Loch ukończono 30, kolejne 26 natomiast zbudowano jako fregaty przeciwlotnicze (typu Bay), a budowa 54 jednostek została anulowana .
HMS „Loch Morlich” zbudowany został w stoczni Swan Hunter w Wallsend (numer stoczniowy 1784)  . Okręt został zamówiony 13 lutego 1943 roku, jego stępkę położono 15 lipca 1943 roku, wodowanie odbyło się 25 lutego 1944 roku, a ukończono go 2 sierpnia 1944 roku . Fregata otrzymała numer taktyczny K517  . Nazwa jednostki - nadana po raz pierwszy w historii brytyjskiej floty – pochodziła od szkockiego jeziora .

## Dane taktyczno-techniczne
Okręt był dużą fregatą, przeznaczoną głównie do zwalczania okrętów podwodnych . Długość całkowita wynosiła 93,6 metra (87,2 metra między pionami), szerokość 11,8 metra i zanurzenie maksymalne 3,8 metra . Wyporność standardowa wynosiła 1435 ton, a pełna 2260 ton. Okręt napędzany był przez dwie czterocylindrowe pionowe maszyny parowe potrójnego rozprężania o łącznej mocy 5500 KM, do których parę dostarczały dwa kotły Admiralicji. Dwuśrubowy układ napędowy pozwalał osiągnąć prędkość 19,5 węzła. Okręt zabierał zapas 724 tony paliwa, co zapewniało zasięg wynoszący 7000 Mm przy prędkości 15 węzłów .
Uzbrojenie artyleryjskie jednostki składało się z umieszczonego na dziobie pojedynczego działa kalibru 102 mm (4 cale) QF HA L/45 . Silne było uzbrojenie przeciwlotnicze, na które składało się poczwórnie sprzężone działko Vickers kal. 40 mm QF L/39 („pom-pom”) oraz 10 działek automatycznych Oerlikon kal. 20 mm L/70 (cztery podwójne i dwa pojedyncze)  . Broń ZOP stanowiły dwa potrójne miotacze Squid kal. 305 mm oraz dwa miotacze i jedna zrzutnia bomb głębinowych (z łącznym zapasem 15 bg) . Wyposażenie radioelektroniczne obejmowało radar Typ 277, sonary Typ 144 i 147B oraz radionamiernik HF/DF .
Załoga okrętu składała się z 114 oficerów, podoficerów i marynarzy.

## Służba

### Royal Canadian Navy
Jeszcze przed ukończeniem budowy jednostki podjęto decyzję o przekazaniu jej Royal Canadian Navy, w skład której weszła 17 lipca 1944 roku pod nazwą HMCS „Loch Morlich” (numer taktyczny K517)  . W sierpniu 1944 roku okręt rozpoczął próby morskie, a jego pierwszym dowódcą został kpt. mar. L.L. Foxall . 28 sierpnia „Loch Morlich” dołączył do 8. Kanadyjskiej Grupy Eskortowej, pełniącej służbę konwojową na obszarze Western Approaches . We wrześniu okręt doznał uszkodzeń w sztormowej pogodzie i trafił na naprawy do stoczni w Londynie . Od października 1944 roku do marca 1945 roku fregata eskortowała konwoje w kanale La Manche . W kwietniu i maju okręt uczestniczył w eskorcie konwojów atlantyckich . 8 maja „Loch Morlich” powrócił do Wielkiej Brytanii i 20 czerwca opuszczono na nim kanadyjską banderę  .

### Royal Navy
W czerwcu 1945 roku stacjonujący w Sheerness okręt przesunięto do rezerwy, w której przebywał do 1948 roku .

### Royal New Zealand Navy
W 1948 roku fregata została zakupiona przez Nową Zelandię za kwotę 228 250 £ (wliczając w to koszt remontu przeprowadzonego w HM Dockyard w Sheerness) . 11 kwietnia 1949 roku odbył się chrzest okrętu, na którym otrzymał nazwę HMNZS „Tutira” i numer taktyczny F517, a 19 kwietnia przyjęto go w skład Royal New Zealand Navy  . Nazwa jednostki pochodziła od położonego w Hawke’s Bay jeziora . Pierwszym nowozelandzkim dowódcą jednostki został kpt. mar. F.J. Rand . W maju 1949 roku „Tutira” wraz z siostrzaną fregatą „Rotoiti” wyruszył w rejs do nowej ojczyzny (przez Maltę i Aden), którą osiągnął w sierpniu, dopływając do Auckland . „Tutira” został wcielony do 11. Dywizjonu Fregat RNZN, a 20 września jego nowym dowódcą został mianowany kpt. mar. W.H. Brereton . W październiku i listopadzie fregata brała udział w ćwiczeniach z okrętami Royal Australian Navy w Zatoce Jervis oraz na wodach okalających Melbourne i Hobart . W grudniu „Tutira” odbył rejs na Południowy Pacyfik, odwiedzając Wyspę Campbella i Macquarie .
W marcu 1950 roku jednostka została wysłana na patrol, zawijając m.in. do New Plymouth, Napier i Akaroa, a następnie wzięła udział w ćwiczeniach nowozelandzkiej floty w Bay of Islands . 12 maja dowództwo okręt objął kpt. mar. P.J. Hoare . 29 czerwca „Tutira” wraz z siostrzaną fregatą „Pukaki” została przydzielona do sił ONZ podczas wojny koreańskiej . 3 lipca oba okręty opuściły Auckland i via Port Moresby i Hongkong 27 lipca dotarły do Sasebo . We wrześniu fregata uczestniczyła w desancie pod Inczon, eskortując konwoje i patrolując okoliczne wody . W październiku okręt nadal patrolował na wodach pod Inczon i Wŏnsan, przechodząc przejściowo pod dowództwo amerykańskie (18 października okręt unieszkodliwił dryfującą minę) . W listopadzie i grudniu jednostka wraz z przybyłą na zmianę siostrzaną fregatą „Rotoiti” nadal patrolowała wody koreańskie, operując z Sasebo i Kure .
W styczniu 1951 roku „Tutira” osłaniał ewakuację wojsk ONZ z Inczonu i Nampo, a w lutym patrolował wody wokół Inczon . W marcu okręt ochraniał południowokoreańskie trałowce w pobliżu wyspy Paengnyŏng, a w kwietniu został skierowany na remont do Sasebo . W maju, zmieniony przez siostrzaną fregatę „Hawea”, okręt udał się do kraju, osiągając Auckland 30 maja . „Tutira” pokonał w czasie wojny dystans 35 400 Mm, a jego dowódca i dwóch załogantów otrzymało nagrody . W czerwcu okręt wziął udział w ćwiczeniach 11. Dywizjonu Fregat, a w lipcu uczestniczył na wodach australijskich w manewrach z okrętami RAN .
Okręt trafił do rezerwy we wrześniu 1951 roku i przebywał w niej aż do grudnia 1961 roku, kiedy został sprzedany  . W 1962 roku jednostka na holu trafiła do Hongkongu, gdzie została złomowana w 1966 roku  .